# Бад Бирнбах
Бад Бирнбах (њем. Bad Birnbach) град је у њемачкој савезној држави Баварска. Једно је од 31 општинског средишта округа Ротал-Ин. Према процјени из 2010. у граду је живјело 5.522 становника. Посједује регионалну шифру (AGS) 9277113.

## Географски и демографски подаци
Бад Бирнбах се налази у савезној држави Баварска у округу Ротал-Ин. Град се налази на надморској висини од 376 метара. Површина општине износи 68,8 km². У самом граду је, према процјени из 2010. године, живјело 5.522 становника. Просјечна густина становништва износи 80 становника/km².